# Aleksej Marčenko
Aleksej Igorevič Marčenko (in russo Алексей Игоревич Марченко?; Mosca, 2 gennaio 1992) è un hockeista su ghiaccio russo.

## Palmarès

### Olimpiadi invernali
- 1 medaglia[1]:
  - 1 oro (Pyeongchang 2018)

### Mondiali
- 1 medaglia[2]:
  - 1 bronzo (Russia 2016)